# Apsu
Apsu (of Abzu in het Sumerisch van Ab = Vader, Zu = weten/geleerde/wijsheid) / Zu'Ab / Ab'ba (synoniem van Zu'Ab) de naam voor de onderwereldse oceaan van zuiver water in de Mesopotamische mythologie. Volgens het daaruit voortvloeiend geloof zouden meren, bronnen, rivieren, waterputten en andere waterpunten uit apsu voortkomen. In de Sumerische religie is Abzu gepersonificeerd tot een god, en bijgevolg is dat ook het geval in de latere Akkadische, Babylonische en Assyrische religies. Daarmee is Abzu een voorbeeld en bestanddeel van andere antieke oriëntaalse godheden en behorend bij andere volken.
E in Sumerisch spijkerschrift betekent 'huis, tempel, paleis'. 'E' 'zu' 'ab' betekent 'Huis van de Alwetende vader'. Ea 'Waterhuis. Eninnu 'Huis van de Vijftig', Enlil's huis. Ekur 'Berghuis'. Esagil 'Huis met verheven hoofd. Esiskur 'Offerhuis'. Esjarra 'Huis van heelal. E-unir 'Huis tempeltoren'. E'zida Rechtschapen huis. Ea in Sumerisch Enki (En betekent 'Grote Heer' en Ki 'Aarde') was de god van het Water, wijsheid en magie. Hij behartigde de belangen van de mensen, als schepper, steun en toeverlaat. Hij was stadsgod van E'ridu en woonde in Zu'ab net als Anu/Anum de gepensioneerde hemelgod.
Abzu is de goddelijke personificatie van de oeroceaan van zuiver (zoet) water onder het 'wereldoppervlak'. De woonplaats van deze oceaangod draagt zijn naam en ligt diep onder de aarde. Het is de bron van alle zuiver water en ligt in het verborgene. De zeven als Abgal bekende geesteswezens stammen er ook uit.
In het Babylonisch scheppingsverhaal Enoema Elisj wordt Abzu (het oeraanvankelijke) als een diviniteit met primitieve monsterlijke trekken afgeschilderd, gemaakt van zoet water. Hij ontpopt zich daar als de minnaar van de andere primitieve godheid, Tiamat ("die allen baarde"), een schepsel uit zout water. Het zijn de eerste bestaansvormen van lang voor de schepping. Zij brengen meerdere goden voort, zoals Lachmu en Lachamu van wie behalve de naam verder niets bekend is. Later beklaagt Abzu zich bij Tiamat dat hij niet kan slapen omdat zijn nageslacht te luidruchtig is, en hij wil wil het daarom vernietigen. Tiamat weigert hierin, maar Abzu's raadgever en begeleider Mummu steunt hem en werkt het plan voor het doden van de andere goden uit. De god Enki luistert de twee af en laat door toverij Abzu in een diepe slaap verzinken. Daarna doodt hij hem, neemt Mummu gevangen en maakt aanspraak op de woning van Abzu. Hij wordt nu de Heer van het zoet water. Maar Tiamat zweert wraak en start een wraakveldslag tegen de goden. 
Volgens de Akkadische traditie is Abzu gemaal en tegenpool van de oceaangodin Tiamat, die het zoutwater symboliseert. Ze brachten samen de levende oeroceaan tot stand van zowel zuiver als zout water. 
Abzu is een oude godheid, die door de opstand van Enki (die daardoor "Heer van Abzu" werd) door een jongere generatie goden werd omvergeworpen en gedood. Uit het dode lichaam werd de hemel gemaakt, wat tot het ontstaan van de wereldstructuur en van de mens leidde. De tempel van Enki in Eridu was Eabzu, "Huis van Abzu". 
Enki (Ea in het Akkadisch) begon in het Apsu te leven (van voor er menselijke wezens ontstonden) samen met zijn vrouw Damgalnuna en zijn moeder Nammu, en bovendien een menigte ondergeschikte wezens. 
Op de binnenpleinen van tempels van Babylonië en Assyrië werden bepaalde waterbekkens ook met de naam apsu of abzu benoemd. Ze werden gebruikt voor rituele zuivering in installaties die te vergelijken zijn met die in sommige Egyptische tempels (meestal aan godinnen gewijd en rond een bron gebouwd) en die tegelijk ook als kuuroord dienden. De installaties voor zuivering in islamitische moskeeën en de doopvonten (van het Latijnse fons, bron) in de christelijke kerken zijn hiervan afgeleid. De term apse wordt in navolging hiervan gebruikt voor een christelijk kerkdeel.
Etymologisch onderzoek voor Apsu. De oude Sumerische naam is Ab'Zu. Spijkerschrift wordt van rechts naar links geschreven. De correcte schrijfwijze is Zu'Ab. Idem voor epos het gevecht van Nin'Urta mét  Anzu vogel. Schrijfwijze ook Zu'An. An of Anum betekent Hemel.  Het oude pictogram voor 'Zu' is volle maatbeker, ook in spijkerschrift. Het kreeg betekenis van weten, leren, geleerde, wijsheid. Het symbooltje voor Ab is een huis, een rieten hut. Een driehoek met deuropening. De betekenis is huisvader, Vader.
Zu'Ab betekent oorspronkelijk "Alwetende Vader"  (Babylonian Archeology Collection, Yale University)
En'gur.  ' En' zoals in En'ki en En'hil betekent Grote Heer, Here, God, Great Lord. Het pictogram is een rechthoek met een achthoekige ster middenin. De rechthoek staat voor bassin van water. De ster is symbool van goddelijkheid. Voor iedere naam van god staat principieel een ster *. Het teken voor rivier is 'a.en.gur' in betekenis van water dat uit Abzu/Apsu/Engur ontspringt. Alles wat de schepping voortbracht kwam uit deze wateren. De Engur,  de Oeroceaan. Er werd geen onderscheid gemaakt tussen zoet en zout water zoals nu ! In de tempels stonden bakken, vijvers, fonteinen want dat was symbool voor Water van het Leven. Water had levengevende kracht. Geneeskrachtige, reinigende en magische krachten.
Abzu heeft verschillende metaforische betekenissen. Homoniemen zijn woorden met hetzelfde spijkerschrift maar met een andere betekenis. (Bv. Een bank kan een geldbank zijn maar ook bank om op te zitten). Zu'Ab is ook synoniem van 'Abba' wat Vader betekent. In epossen worden deze tekens door elkaar gebruikt. In de Zu'ab woont An ( Anum), de hemelgod. Maar ook En'Ki, De Grote Heer van de 'Aarde' (Ki betekent aarde). De Zu'ab ligt onder aardoppervlak  en is de Bron van alle rivieren doch ook van kennis en wijsheid. Het Waterpaleis waar alle leven vandaan komt. Het Waterpaleis is verbonden met aardoppervlak dóór  een gang, een navelstreng,  een 'umbilical cord'. Deze visie is ontstaan uit het pragmatische wereldbeeld van de Sumeriërs. De embryonale visie dat alle leven ontstaan was uit water, de En'gur. Zie in dit verband ook Oan/ Oannes, afgebeeld als half mens, half vis net omdat alle leven ontstaan  was aan de rand van Engur,  uit water en klei. De moderne mens ziet een stenen Icoon en denkt aan een mythe maar houdt er geen rekening mee dat wereldbeelden, filosofie en religie één geheel vormden. Er was geen onderscheid zoals nu. Over Zu'Ab kan u ook lezen in Bilgaměs of Gilgamesj epos, de zoektocht naar 'Onsterfelijkheid'.